# Barbaceniopsis castillonii
Barbaceniopsis castillonii är en enhjärtbladig växtart som först beskrevs av Lucien Leon Hauman, och fick sitt nu gällande namn av Pierre Leonhard Ibisch. Barbaceniopsis castillonii ingår i släktet Barbaceniopsis och familjen Velloziaceae. Inga underarter finns listade.